# 6660 Matsumoto
6660 Matsumoto (1993 BC) là một tiểu hành tinh vành đai chính được phát hiện ngày 16 tháng 1 năm 1993 bởi T. Seki ở Geisei.